# Волейбол на Играх малых государств Европы 2015
Соревнования по волейболу на XVI Играх малых государств Европы проходили со 2 по 6 июня 2015 года в Рейкьявике (Исландия) с участием 4 мужских и 5 женских национальных сборных команд. Было разыграно 2 комплекта наград. Чемпионские титулы выиграли: у мужчин — сборная Люксембурга, у женщин — сборная Черногории. 

## Команды-участницы

### Мужчины
Исландия, Люксембург, Монако, Сан-Марино.

### Женщины
Исландия, Лихтенштейн, Люксембург, Сан-Марино, Черногория.

## Система проведения турнира
4 команды-участницы турнира у мужчин и 5 у женщин провели однокруговые турниры, по результатам которого была определена итоговая расстановка мест. Первичным критерием при распределении мест является количество побед, затем — набранные очки, соотношение партий, соотношение игровых очков, результаты личных встреч.
За победы со счётом 3:0 и 3:1 команды получали по 3 очка, за победу 3:2 − 2, за поражение 2:3 — 1 очко, за поражения 0:3 и 1:3 очки не начислялись.

## Игровая арена
Волейбольный турнир Игр проходил в крытой спортивной арене «Лёйгардалсхёдль» (Laugardalshöll), расположенной в центральной части Рейкьявика.
Арена открыта в 1965 году. Используется для проведения спортивных соревнований по волейболу, гандболу, баскетболу и лёгкой атлетике, а также в качестве концертного зала. Вместимость — 5,5 тысяч зрителей.

## Результаты

### Мужчины
| М | Команда    | 1   | 2   | 3   | 4   | И | В | П | С/П | О |
| - | ---------- | --- | --- | --- | --- | - | - | - | --- | - |
| 1 | Люксембург |     | 3:2 | 3:1 | 3:0 | 3 | 3 | 0 | 9:3 | 8 |
| 2 | Исландия   | 2:3 |     | 3:1 | 0:3 | 3 | 1 | 2 | 5:6 | 4 |
| 3 | Сан-Марино | 1:3 | 1:3 |     | 3:1 | 3 | 1 | 2 | 5:7 | 3 |
| 4 | Монако     | 0:3 | 3:0 | 1:3 |     | 3 | 1 | 2 | 4:6 | 3 |

3 июня: Сан-Марино — Монако 3:1 (26:24, 25:21, 20:25, 26:24); Люксембург — Исландия 3:2 (23:25, 25:22, 25:18, 19:25, 15:13).
4 июня: Люксембург — Сан-Марино 3:1 (25:23, 18:25, 25:14, 25:12); Монако — Исландия 3:0 (25:22, 25:16, 25:22).
5 июня: Люксембург — Монако 3:0 (25:17, 25:12, 25:14); Исландия — Сан-Марино 3:1 (26:24, 25:16, 19:25, 25:16).

### Женщины
| М | Команда     | 1   | 2   | 3   | 4   | 5   | И | В | П | С/П  | О  |
| - | ----------- | --- | --- | --- | --- | --- | - | - | - | ---- | -- |
| 1 | Черногория  |     | 3:0 | 3:0 | 3:0 | 3:0 | 4 | 4 | 0 | 12:0 | 12 |
| 2 | Сан-Марино  | 0:3 |     | 1:3 | 3:0 | 3:1 | 4 | 2 | 2 | 7:7  | 6  |
| 3 | Исландия    | 0:3 | 3:1 |     | 1:3 | 3:0 | 4 | 2 | 2 | 7:7  | 6  |
| 4 | Люксембург  | 0:3 | 0:3 | 3:1 |     | 3:2 | 4 | 2 | 2 | 6:9  | 5  |
| 5 | Лихтенштейн | 0:3 | 1:3 | 0:3 | 2:3 |     | 4 | 0 | 4 | 3:12 | 1  |

Итоговые 2-е и 3-е места распределены по соотношению игровых очков: у Сан-Марино — 1,01; у Исландии 0,935. 
2 июня: Черногория — Сан-Марино 3:0 (25:17, 25:21, 25:14); Исландия — Лихтенштейн 3:0 (25:22, 25:20, 25:21).
3 июня: Черногория — Люксембург 3:0 (25:14, 25:16, 25:14); Исландия — Сан-Марино 3:1 (25:20, 25:27, 25:22, 25:17).
4 июня: Люксембург — Лихтенштейн 3:2 (25:19, 24:26, 25:23, 23:25, 15:13); Черногория — Исландия 3:0 (25:13, 25:13, 25:18).
5 июня: Сан-Марино — Лихтенштейн 3:1 (25:20, 20:25, 25:11, 25:19); Люксембург — Исландия 3:1 (23:25, 25:18, 25:21, 25:18).
6 июня: Черногория — Лихтенштейн 3:0 (25:11, 25:10, 25:18); Сан-Марино — Люксембург 3:0 (25:16, 25:17, 25:22).

## Итоги

### Положение команд
| Мужчины    | Женщины        |
| ---------- | -------------- |
| Люксембург | Черногория     |
| Исландия   | Сан-Марино     |
| Сан-Марино | Исландия       |
| 4. Монако  | 4. Люксембург  |
|            | 5. Лихтенштейн |

### Призёры

#### Мужчины
Люксембург: Доминик Юси, Оливье де Кастро, Камиль Рыхлицки, Арно Маро, Жиль Браас, Ян Люкс, Ральф Ленц, Стив Вебер, Тим Лавар, Шарель Хофман, Крис Цюйдберг, Роберт Томсичек. Главный тренер — Дитер Шоль.
  Исландия: Кьяртан Гретарссон, Лудвик Маттиассон, Кристьян Валдимарссон, Филип Шевчик, Маттиас Харальдссон, Теодор Дорвальдссон, Хафстейнн Валдимарссон, Валгейр Валгейрссон, Роберт Хлёдверссон, Эварр Биргиссон, Андрис Орловс, Александер Стефанссон. Главный тренер — Роджерио Понтичелли.
  Сан-Марино: Марко Ронделли, Давид Дзондзини, Паоло Крочани, Алессандро Дженнари, Эмануэле Червеллини, Джошуа Кесслер, Федерико Тентони, Иван Стефанелли, Джулиано Вануччи, Андреа Лаццарини, Франческо Табарини, Маттео Дзондзини. Главный тренер — Стефано Машетти.

#### Женщины
Черногория: Татьяна Бокан, Ана Отасевич, Николета Перович, Елена Цвийович, Ивона Войводич, Мелиса Ценович, Эльза Хаджисалихович, Даниела Джакович, Драгана Перуничич, Мария Милович, Мария Бойович, Мария Сандич. Главный тренер — Владимир Милачич.
  Сан-Марино: Саманта Гьярди, Вероника Бардуччи, Кристина Баччокки, Элиза Ридольфи, Джулия Муччоли, Элиза Паренти, Кьяра Паренти, Элиза Вануччи, Валерия Бенвенути, Рэчел Штимац, Аллегра Пискалья, Анита Магалотти. Главный тренер — Луиджи Моролли.
  Исландия: Наталия Гозмина, Гудлёйг Вигфусдоттир, Хьёрдис Эйриксдоттир, Фьола Сваварсдоттир, Милена Апостолова, Карен Гуннардоттир, Бирта Бьёрнсдоттир, Лёйфей Сигмундсдоттир, Фрида Сигурдардоттир, Кристина Апостолова, Эрла Эйриксдоттир, Тельма Гретарсдоттир. Главный тренер — Даниэле Каприотти.